# Sanada Yukitaka
Sanada Yukitaka (真田幸隆?) fue un daimyō japonés de la Provincia de Shinano y considerado uno de los Veinticuatro Generales de Takeda Shingen.
Bajo las órdenes de Takeda Shingen, Yukitaka participó en la Batalla de Odaihara de 1546 y en los Asedios de Toishi de 1550 y 1551 y era llamado uno de los tres Danjōchū de Shingen.
Fue padre de Sanada Masayuki y abuelo del legendario guerrero samurái Sanada Yukimura de quien Hideyoshi llegó a asegurar que era “Un héroe que aparece cada cien años”.
Yukitaka murió en el año de 1574.